# Апеляція
Апеля́ція (лат. appellatio — звернення) — оскарження ухвали, рішення, вироку або постанови нижчої інстанції (звичайно судової) перед вищою. Також у значенні звернення до кого-, чого-небудь за підтримкою, порадою.
Апеляція — одна з форм оскарження судових рішень у цивільних, господарських, адміністративних і кримінальних справах до суду вищої (апеляційної) інстанції, що має право переглядати справу. Апеляційне провадження як важлива гарантія справедливості судових рішень існує в усіх розвинених державах, які належать до різних правових систем: як основна (наприклад, у Великій Британії), або одна з основних форм перегляду судових рішень (у США, Франції, Німеччині та ін.) Апеляційна інстанція переглядає справу в повному обсязі або в певній її частині як з фактичних, так і з юридичних підстав, але в межах скарги, поданої стороною в процесі.
Метою апеляційного розгляду є перевірка правильності рішення суду першої інстанції, а не повторний розгляд справи по суті. Хоча, на практиці апеляційні суди досліджують докази так само, як і суди першої інстанції.